# 安井俊夫 (教育者)
安井 俊夫（やすい としお、1937年 - ）は、日本の地方公務員。

## 経歴
愛知県生まれ。名古屋学院名古屋中学校・高等学校、1961年中央大学法学部卒業。大学卒業後、愛知県庁に勤務し、芸術文化や福祉関係の部局長、教育長を歴任する。1997年から「2005年日本国際博覧会（愛知万博）協会」の事務次長を務める。2004年から愛知総合看護福祉専門学校校長に就任。学生から「モリゾー先生」と呼ばれている。2007年、瑞宝小綬章受賞。
名古屋中学校・高等学校敬愛同窓会会長、俳句同好会青葉会会長、社会福祉法人愛知たいようの杜理事、社会福祉法人恩賜財団愛知県同胞援護会理事、社会福祉法人中日新聞社会事業団理事、社会福祉法人東海テレビ文化福祉事業団理事などを務めた。

## 著作
- 『新広域行政論』第一法規出版、1964年 ※ 村田敬次郎、武村正義、小寺弘之と共筆
- 『人間と環境-21世紀社会への道』中部開発センター、1973年　※ 社会部門担当
- 『黒ネコもりハナ物語』文芸社、2013年
- 『平和の俳句「いつよ今よ」』入山印刷、2018年
- 『句集　犬山国宝茶室「如庵」』入山印刷、2019年
- 『俳句をよむ』入山印刷、2020年